# Heliotropsläktet
Heliotropsläktet (Heliotropium) är ett växtsläkte i familjen strävbladiga växter med cirka 250 arter med nästan världsvid utbredning i tempererade och tropiska områden. En art, heliotrop (H. arborescens), odlas som utplanteringsväxt i Sverige.

## Dottertaxa
I Catalogue of Life listas följande som dottertaxa till Heliotroper, i alfabetisk ordning

- Heliotropium abbreviatum
- Heliotropium acutiflorum
- Heliotropium adenogynum
- Heliotropium aegyptiacum
- Heliotropium aenigmatum
- Heliotropium aequoreum
- Heliotropium agdense
- Heliotropium albiflorum
- Heliotropium albovillosum
- Heliotropium albrechtii
- Heliotropium alcyonium
- Heliotropium alii
- Heliotropium ammophilum
- Heliotropium amnis-edith
- Heliotropium amplexicaule
- Heliotropium anderssonii
- Heliotropium angiospermum
- Heliotropium anomalum
- Heliotropium antiatlanticum
- Heliotropium apertum
- Heliotropium applanatum
- Heliotropium arbainense
- Heliotropium arborescens
- Heliotropium arenicola
- Heliotropium arenitense
- Heliotropium argenteum
- Heliotropium arguzioides
- Heliotropium argyreum
- Heliotropium asperrimum
- Heliotropium aucheri
- Heliotropium auratum
- Heliotropium axillare
- Heliotropium azzanum
- Heliotropium bacciferum
- Heliotropium balansae
- Heliotropium balfourii
- Heliotropium baluchistanicum
- Heliotropium benadirense
- Heliotropium biannulatiforme
- Heliotropium biannulatum
- Heliotropium biblianum
- Heliotropium bocconei
- Heliotropium bogdanii
- Heliotropium borasdjunense
- Heliotropium bovei
- Heliotropium brachygyne
- Heliotropium brachythrix
- Heliotropium bracteatum
- Heliotropium brevifolium
- Heliotropium brevilimbe
- Heliotropium bucharicum
- Heliotropium bullockii
- Heliotropium buruense
- Heliotropium cabulicum
- Heliotropium calcicola
- Heliotropium calvariavis
- Heliotropium catamarcense
- Heliotropium chalcedonium
- Heliotropium chaudharyanum
- Heliotropium chenopodiaceum
- Heliotropium chiatellinii
- Heliotropium chorassanicum
- Heliotropium chrysocarpum
- Heliotropium ciliatum
- Heliotropium circinatum
- Heliotropium collinum
- Heliotropium confertiflorum
- Heliotropium confertifolium
- Heliotropium congestum
- Heliotropium conocarpum
- Heliotropium consimile
- Heliotropium coriaceum
- Heliotropium cornutum
- Heliotropium cracens
- Heliotropium crassifolium
- Heliotropium cremnogenum
- Heliotropium crispatum
- Heliotropium cunninghamii
- Heliotropium curassavicum
- Heliotropium dasycarpum
- Heliotropium delestangii
- Heliotropium dentatum
- Heliotropium denticulatum
- Heliotropium derafontense
- Heliotropium dichotomum
- Heliotropium dichroum
- Heliotropium dicricophorum
- Heliotropium diffusum
- Heliotropium digynum
- Heliotropium disciforme
- Heliotropium discorde
- Heliotropium dissitiflorum
- Heliotropium diversifolium
- Heliotropium dolosum
- Heliotropium eggersii
- Heliotropium ellipticum
- Heliotropium elongatum
- Heliotropium epacrideum
- Heliotropium eremobium
- Heliotropium eremogenum
- Heliotropium erianthum
- Heliotropium eritrichoides
- Heliotropium esfahanicum
- Heliotropium esfandiarii
- Heliotropium euodes
- Heliotropium europaeum
- Heliotropium fallax
- Heliotropium fasciculatum
- Heliotropium fedtschenkoanum
- Heliotropium ferreyrae
- Heliotropium ferrugineogriseum
- Heliotropium filaginoides
- Heliotropium filifolium
- Heliotropium flaviflorum
- Heliotropium flintii
- Heliotropium floridum
- Heliotropium foertherianum
- Heliotropium foliatum
- Heliotropium foliosissimum
- Heliotropium formosanum
- Heliotropium foveolatum
- Heliotropium fragillimum
- Heliotropium froehlichii
- Heliotropium galioides
- Heliotropium gaubae
- Heliotropium geissei
- Heliotropium genovefae
- Heliotropium geocharis
- Heliotropium giessii
- Heliotropium glabellum
- Heliotropium glabriusculum
- Heliotropium glanduliferum
- Heliotropium glutinosum
- Heliotropium gorinii
- Heliotropium gossypii
- Heliotropium gracillimum
- Heliotropium grande
- Heliotropium greggii
- Heliotropium greuteri
- Heliotropium griffithii
- Heliotropium guanicense
- Heliotropium gypsaceum
- Heliotropium haesum
- Heliotropium haitiense
- Heliotropium halacsyi
- Heliotropium halame
- Heliotropium haussknechtii
- Heliotropium heteranthum
- Heliotropium hintonii
- Heliotropium hirsutissimum
- Heliotropium huascoense
- Heliotropium incanum
- Heliotropium inconspicuum
- Heliotropium indicum
- Heliotropium inexplicitum
- Heliotropium jaffuelii
- Heliotropium jizanense
- Heliotropium johnstonii
- Heliotropium karwinskyi
- Heliotropium kaserunense
- Heliotropium kavirense
- Heliotropium keralense
- Heliotropium khyberanum
- Heliotropium krauseanum
- Heliotropium kumense
- Heliotropium kuriense
- Heliotropium kurtzii
- Heliotropium lamondiae
- Heliotropium lanceolatum
- Heliotropium lapidicola
- Heliotropium laricum
- Heliotropium lasianthum
- Heliotropium lasiocarpum
- Heliotropium laxum
- Heliotropium leiocarpum
- Heliotropium leptaleum
- Heliotropium leucocladum
- Heliotropium lignosum
- Heliotropium limbatum
- Heliotropium linariifolium
- Heliotropium lineare
- Heliotropium lippioides
- Heliotropium lithospermoides
- Heliotropium litvinovii
- Heliotropium lobbii
- Heliotropium longicalyx
- Heliotropium longiflorum
- Heliotropium longistylum
- Heliotropium luteoviride
- Heliotropium luzonicum
- Heliotropium macrolimbe
- Heliotropium macrostachyum
- Heliotropium madagascariense
- Heliotropium madurense
- Heliotropium magistri
- Heliotropium makallense
- Heliotropium makranicum
- Heliotropium mamamense
- Heliotropium mandonii
- Heliotropium maranjonense
- Heliotropium marchionicum
- Heliotropium marifolium
- Heliotropium maris-mortui
- Heliotropium megalanthum
- Heliotropium melanopedii
- Heliotropium mesinanum
- Heliotropium michoacanum
- Heliotropium micranthos
- Heliotropium microsalsoloides
- Heliotropium microspermum
- Heliotropium microstachyum
- Heliotropium minutiflorum
- Heliotropium mitchellii
- Heliotropium molle
- Heliotropium moorei
- Heliotropium muelleri
- Heliotropium multiflorum
- Heliotropium murinum
- Heliotropium muticum
- Heliotropium myosotifolium
- Heliotropium myosotoides
- Heliotropium myriophyllum
- Heliotropium nanum
- Heliotropium nashii
- Heliotropium nesopelydum
- Heliotropium nexosum
- Heliotropium nicotianifolium
- Heliotropium nigricans
- Heliotropium nodulosum
- Heliotropium noëanum
- Heliotropium olgae
- Heliotropium oliganthum
- Heliotropium oliverianum
- Heliotropium ophioglossum
- Heliotropium oxapampanum
- Heliotropium oxylobum
- Heliotropium pachyphyllum
- Heliotropium pamparomasense
- Heliotropium paniculatum
- Heliotropium pannifolium
- Heliotropium paradoxum
- Heliotropium paronychioides
- Heliotropium parviantrum
- Heliotropium parvulum
- Heliotropium patagonicum
- Heliotropium pauciflorum
- Heliotropium paulayanum
- Heliotropium peckhamii
- Heliotropium pectinatum
- Heliotropium peninsularis
- Heliotropium perrieri
- Heliotropium personatum
- Heliotropium philippianum
- Heliotropium phylicoides
- Heliotropium pileiforme
- Heliotropium pinnatisectum
- Heliotropium piurense
- Heliotropium pleiopterum
- Heliotropium plumosum
- Heliotropium polyanthellum
- Heliotropium popovii
- Heliotropium powelliorum
- Heliotropium pringlei
- Heliotropium prostratum
- Heliotropium protensum
- Heliotropium pseudoindicum
- Heliotropium pseudolongiflorum
- Heliotropium pterocarpum
- Heliotropium pueblense
- Heliotropium purdiei
- Heliotropium pycnophyllum
- Heliotropium queretaroanum
- Heliotropium ramosissimum
- Heliotropium ramulipatens
- Heliotropium rechingeri
- Heliotropium remotiflorum
- Heliotropium rhadinostachyum
- Heliotropium riebeckii
- Heliotropium riedlii
- Heliotropium rottleri
- Heliotropium rotundifolium
- Heliotropium roxburghii
- Heliotropium rudbaricum
- Heliotropium rufipilum
- Heliotropium ruhanyi
- Heliotropium ruiz-lealii
- Heliotropium samoliflorum
- Heliotropium saonae
- Heliotropium sarmentosum
- Heliotropium schahpurense
- Heliotropium schreiteri
- Heliotropium schweinfurthii
- Heliotropium sclerocarpum
- Heliotropium scotteae
- Heliotropium seravschanicum
- Heliotropium serpentinicum
- Heliotropium sessei
- Heliotropium sessilistigma
- Heliotropium shirazicum
- Heliotropium shoabense
- Heliotropium simile
- Heliotropium sinuatum
- Heliotropium skeleton
- Heliotropium socotranum
- Heliotropium sphaericum
- Heliotropium stenophyllum
- Heliotropium steudneri
- Heliotropium styligerum
- Heliotropium suaveolens
- Heliotropium submolle
- Heliotropium subreniforme
- Heliotropium subspinosum
- Heliotropium sudanicum
- Heliotropium sultanense
- Heliotropium supinum
- Heliotropium synaimon
- Heliotropium szovitsii
- Heliotropium tabuliplagae
- Heliotropium tachyglossoides
- Heliotropium taftanicum
- Heliotropium taltalense
- Heliotropium tanythrix
- Heliotropium tenellum
- Heliotropium texanum
- Heliotropium thermophilum
- Heliotropium tiaridioides
- Heliotropium toratense
- Heliotropium torreyi
- Heliotropium transalpinum
- Heliotropium transforme
- Heliotropium trichostomum
- Heliotropium tubulosum
- Heliotropium tytoides
- Heliotropium tzvelevii
- Heliotropium ulophyllum
- Heliotropium uniflorum
- Heliotropium uninerve
- Heliotropium wagneri
- Heliotropium vagum
- Heliotropium ventricosum
- Heliotropium verdcourtii
- Heliotropium veronicifolium
- Heliotropium vestitum
- Heliotropium viator
- Heliotropium vierhapperi
- Heliotropium wigginsii
- Heliotropium wissmannii
- Heliotropium zeylanicum
- Heliotropium ziegleri

## Bildgalleri

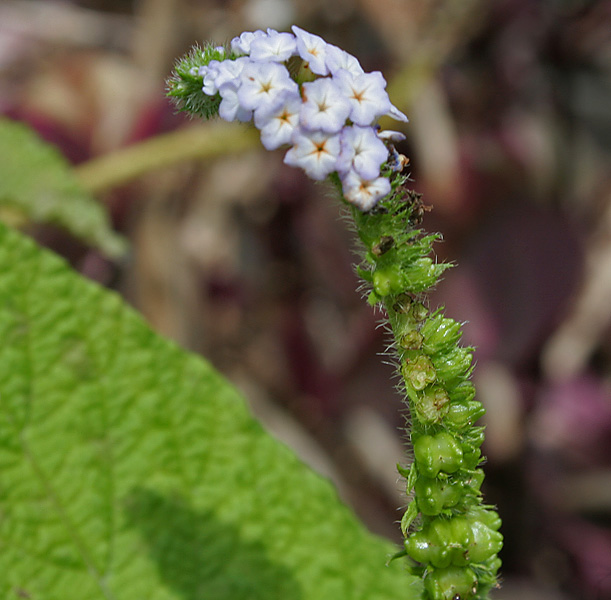
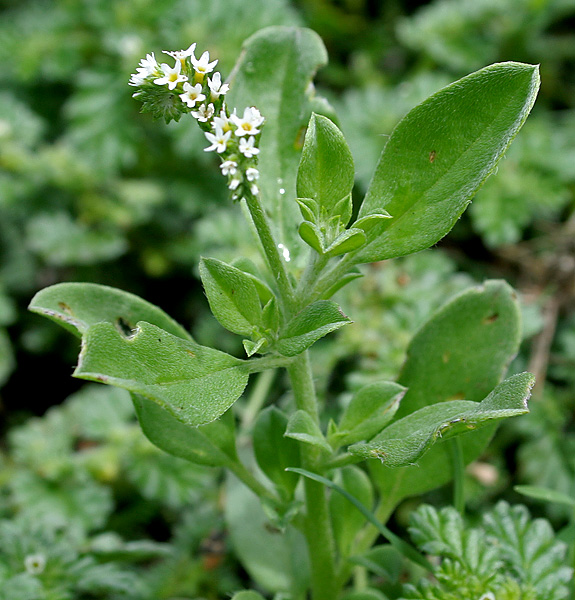
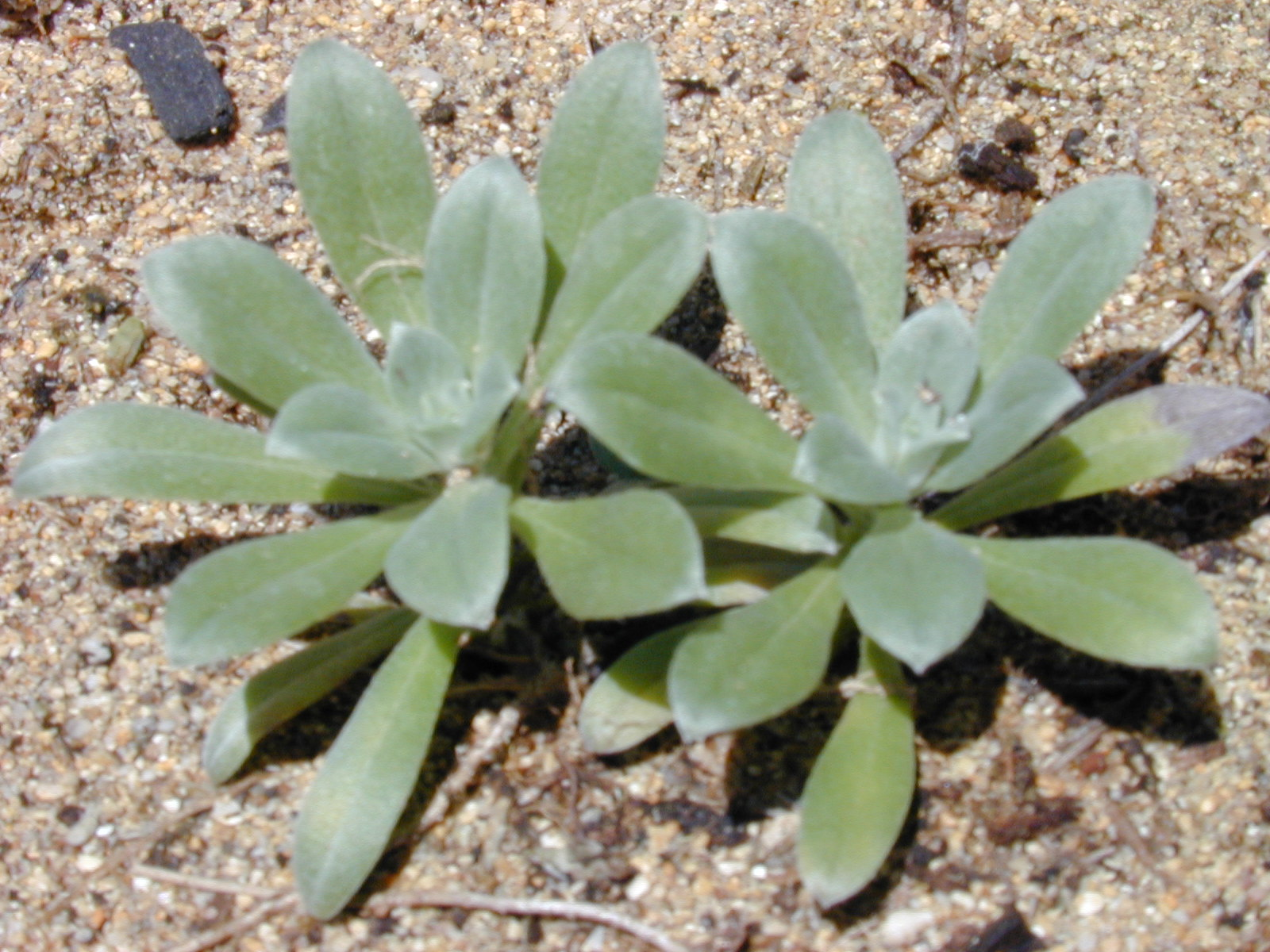
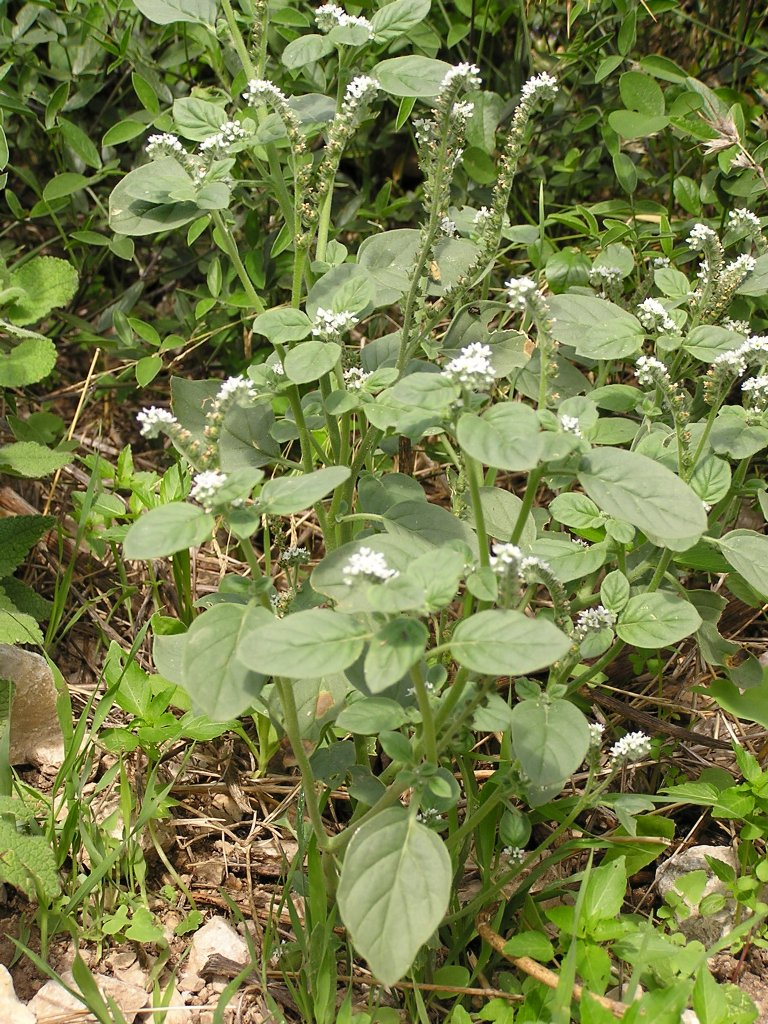
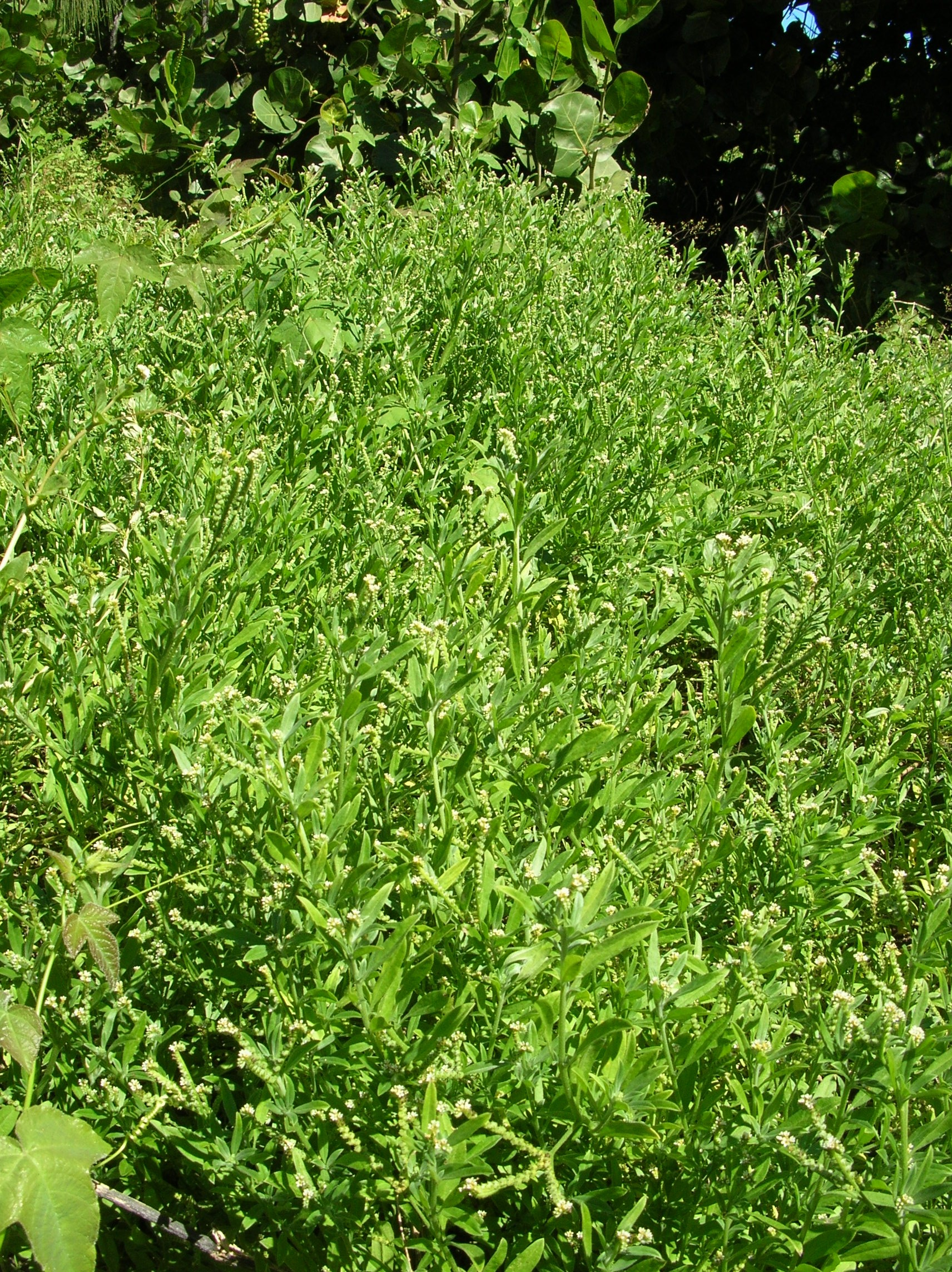
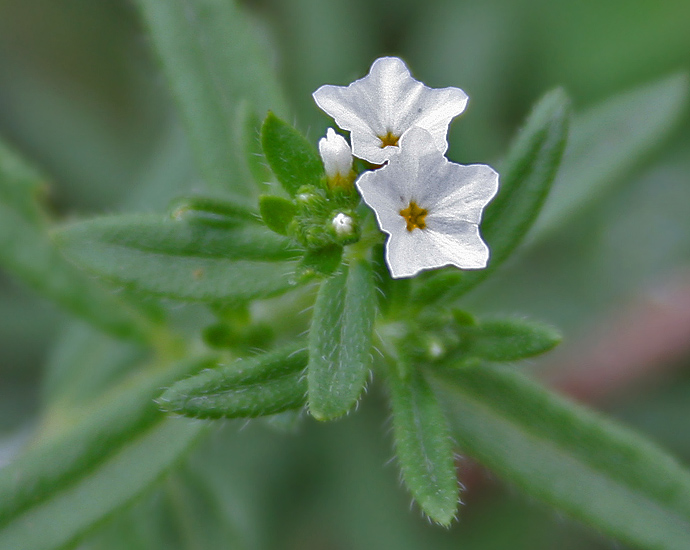